# Ceraticelus laticeps
Ceraticelus laticeps là một loài nhện trong họ Linyphiidae.
Loài này thuộc chi Ceraticelus. Ceraticelus laticeps được James Henry Emerton miêu tả năm 1894.